# Heliodoxa branickii
El brillante alicanela, brillante de ala canela o colibrí de alas canelas (Heliodoxa branickii) es una especie de ave apodiforme de la familia Trochilidae —los colibríes— perteneciente al género Heliodoxa. Es nativo del centro oeste de América del Sur.

## Distribución y hábitat
Se distribuye por los contrafuertes orientales de los cordillera de los Andes desde el noreste de Perú, desde el noreste de San Martín y sureste de Loreto en la Cordillera Azul, hacia el sur hasta La Paz en Bolivia.
Esta especie es considerada de poco común a bastante común en sus hábitats naturales: las selvas húmedas y sus bordes, en altitudes entre 650 y 1700 m.

## Sistemática

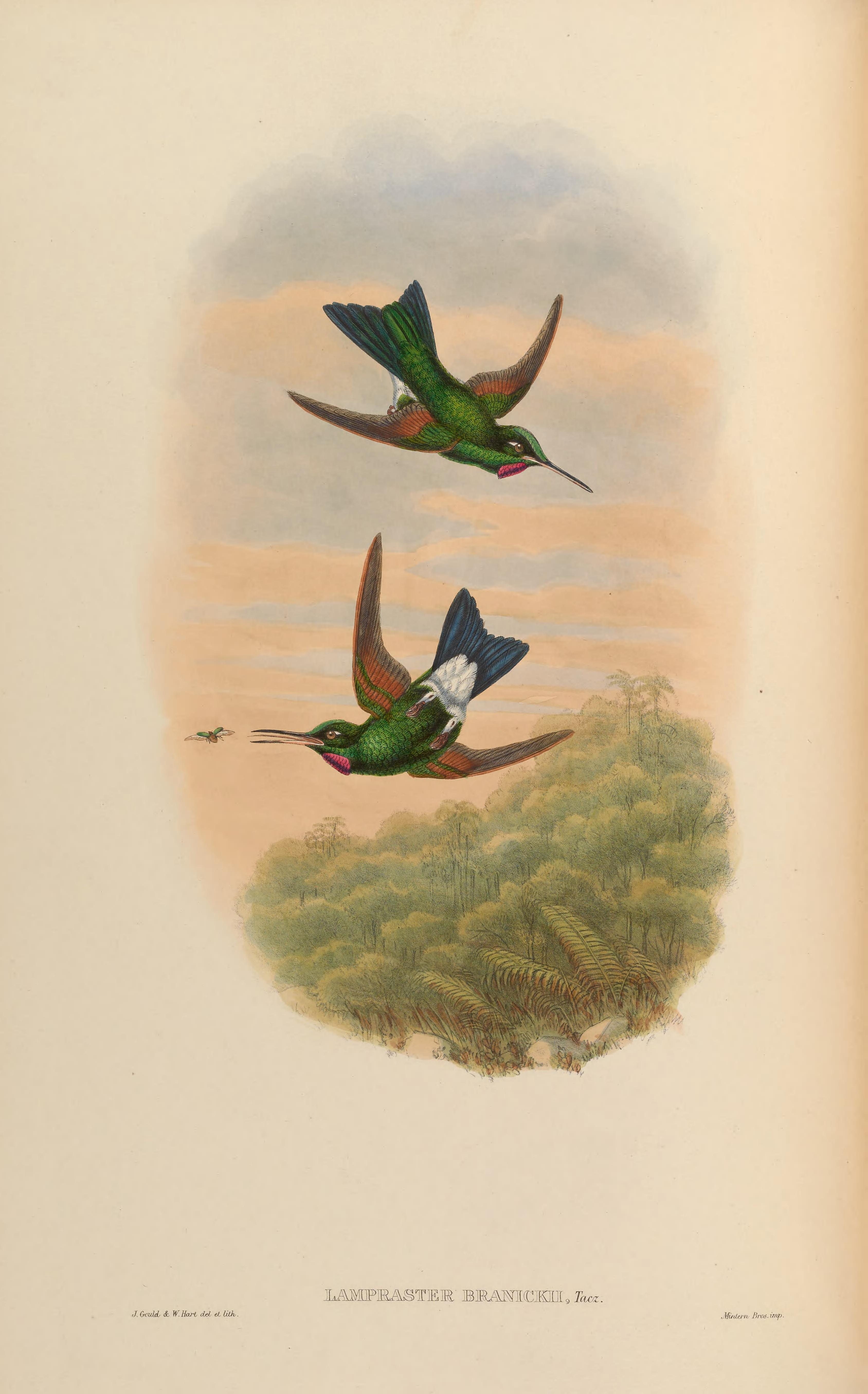
Lampraster branickii, sinónimo de Helidoxa branickii ilustración de Gould y Hart en A monograph of the Trochilidae, or family of humming-birds Supplement, 1880.

### Descripción original
La especie H. branickii fue descrita por primera vez por el ornitólogo polaco Władysław Taczanowski en 1874 bajo el nombre científico Lampraster branickii; su localidad tipo es: «Monterico, Perú».

### Etimología
El nombre genérico femenino «Heliodoxa» se compone de las palabras del griego «hēlios» que significa ‘sol’, y «doxa» que significa ‘gloria’, ‘magnificencia’; y el nombre de la especie «branickii», conmemora al zoólogo y recolector polaco Konstanty Grzegorz Graf von Branicki (1824–1884), quien planeó fundar un museo.

### Taxonomía
Es monotípica.